# الرجل المنبوذ
الرجل المنبوذ (هانغل: 남산의 부장들) هو فيلم دراما سياسي تاريخي من اخراج وو مين-هو. وبطولة لي بيونغ هون. الفيلم مقتبس من كتاب "زعماء المخابرات الكورية" الشي نشر بشكل متسلسل في صحيفة "دونغا إيلبو" لمدة 26 شهراً ابتداءً من عام 1990.

## القصة
تدور احداث الفيلم في عام 1979 قبل 40 يومًا من اغتيال الرئيس الكوري الجنوبي المستبد بارك تشونغ هي. حيث الصراع على السلطة والمؤامرات بين رئيس وكالة المخابرات الكورية (KCIA)، ورئيس الأمن الرئاسي.

## الممثلون
- لي بيونغ هون بدور كيم غو-بيونغ: الشخصية الرئيسية الخيالية المستوحاة من كيم جاي-غو، الذي شغل منصب مدير وكالة المخابرات الكورية KCIA الثامن من عام 1976 إلى 1979.
- لي سونغ مين بدور الرئيس بارك: مستوحى من بارك تشونغ هي، الرئيس الثالث لكوريا الجنوبية ووالد بارك غن هي، الرئيس الحادي عشر لكوريا الجنوبية.
- كواك دو وون بدور بارك يونغ جاك: الشخصية المستوحاة من كيم هيونغ أوك، الذي شغل منصب مدير وكالة المخابرات الكورية KCIA الرابع من عام 1963 إلى عام 1969
- لي هي-جون بدور كواك سانغ-تشون: الشخصية المستوحاة من تشا جي-تشول، الذي شغل منصب المدير الثالث لجهاز الأمن الرئاسي.
- كيم سو جين بدور ديبورا شيم، إحدى جماعات الضغط في امريكا.
- سيو هيون-وو بدور تشون دو-هيوك: الشخصية مستوحاة من تشون دو-هوان، المدير العاشر لوكالة المخابرات الكورية KCIA ورئيس قيادة الأمن الدفاعي، الذي أصبح فيما بعد الرئيس الخامس لكوريا الجنوبية.
- بارك جي إيل بدور كيم جي هون: الشخصية مستوحاة من كيم جي وون، مدير وكالة المخابرات الكورية KCIA الخامس، الذي شغل منصب رئيس الأركان الثامن عشر لجيش جمهورية كوريا.
- كيم مين-سانغ بدور جانغ سيونغ-هو: الشخصية المستوحاة من جيونغ سيونغ-هوا، الذي شغل منصب رئيس الأركان الثاني والعشرين لجيش جمهورية كوريا.
- بارك سيونغ جيون بدور كانغ تشانغ سو: الشخصية مستوحاة من بارك هيونغ جو، ضابط وكالة المخابرات الكورية KCIA وعقيد بالجيش.
- جونغ مي هيونغ كمغنية: الشخصية مستوحاة من سيم سو بونغ .
- جو هاي جو طالبة جامعية: الشخصية مستوحاة من شين جاي سون.
- جي هيون جون بدور هام داي يونغ، عميل وكالة المخابرات الكورية KCIA.
- إريك برنارد بدور هينتشمان الفرنسي
- ديفيد بايبس كعضو في لجنة الاستماع.

## روابط خارجية
- الرجل المنبوذ على موقع IMDb (الإنجليزية)
- الرجل المنبوذ على موقع ميتاكريتيك (الإنجليزية)
- الرجل المنبوذ على موقع روتن توميتوز (الإنجليزية)
- الرجل المنبوذ على موقع نتفليكس (الإنجليزية)
- الرجل المنبوذ على موقع ألو سيني (الفرنسية)
- الرجل المنبوذ على موقع أول موفي (الإنجليزية)
- الرجل المنبوذ على موقع فيلمافينيتي (الإسبانية)
- الرجل المنبوذ على موقع قاعدة بيانات الفيلم (الإنجليزية)
- الرجل المنبوذ على موقع ليتربوكسد (الإنجليزية)
- الرجل المنبوذ على موقع كينوبويسك (الروسية)